# Чалин
Чали́н (кит. упр. 茶陵, пиньинь Chálíng) — уезд городского округа Чжучжоу провинции Хунань (КНР).

## История
Уезд Чалин был создан ещё во времена империи Хань, в 106 году до н.э.
После объединения китайских земель в составе империи Суй уезды Юшуй (攸水县), Иньшань (阴山县), Цзяньнин (建宁县) и Чалин были объединены в уезд Сянтань (湘潭县). После смены империи Суй на империю Тан уезд Сянтань был в 621 году расформирован, были воссозданы уезды Иньшань, Цзяньнин и Чалин, а вместо уезда Юшуй были созданы уезды Аньлэ (安乐县) и Синьсин (新兴县); эти пять уездов вошли в состав области Наньюнь (南云州). В 627 году область Наньюнь была расформирована, а эти пять уездов были объединены в уезд, получивший название Юсянь. В 698 году из уезда Юсянь был вновь выделен уезд Чалин. 
Во времена империи Сун в 1211 году из уезда Чалин был выделен уезд Линсянь (酃县).
После монгольского завоевания и образования империи Юань уезд был поднят в статусе, став в 1272 году Чалинской областью (茶陵州), но после свержения власти монголов и образования империи Мин область была понижена в статусе, вновь став в 1372 году уездом. В 1382 году он, однако, вновь был поднят в статусе до области. После Синьхайской революции в Китае была проведена реформа структуры административного деления, в ходе которой области были упразднены, и в 1913 году Чалинская область вновь стала уездом Чалин.
После образования КНР в 1949 году был создан Специальный район Хэнъян (衡阳专区), и уезд вошёл в его состав. В 1952 году Специальный район Хэнъян был расформирован, и уезд перешёл в подчинение Сяннаньского административного района (湘南行政区). В 1954 году Сяннаньский административный район был расформирован, и уезд был передан в состав Специального района Сянтань (湘潭专区). В 1959 году уезд Линсянь Специального района Чэньсянь был присоединён к уезду Чалин, но в 1961 году был воссоздан. В 1970 году Специальный район Сянтань был переименован в Округ Сянтань (湘潭地区).
Постановлением Госсовета КНР от 8 февраля 1983 года был расформирован округ Сянтань, а ранее входившие в его состав уезды Лилин, Юсянь, Чалин и Линсянь были объединены с административными единицами города Чжучжоу в городской округ Чжучжоу.

## Административное деление
Уезд делится на 4 уличных комитета, 13 посёлков и 3 волости.